# Nordische Skiweltmeisterschaften 1930/Teilnehmer (Schweden)
Schweden nahm an den Nordischen Skiweltmeisterschaften 1930 am Holmenkollen in der norwegischen Hauptstadt Oslo mit einer Delegation von 23 Athleten teil, von denen derzeit 15 Sportler bekannt sind. 
Dazu kamen noch einige Militärsportler, die am Militärpatrouillenlauf und dem Militär-Skilanglauf über 30 km teilnahmen. 
Sven Utterström errang mit der Goldmedaille im Dauerlauf über 50 km seinen ersten großen Erfolg bei Großereignissen. Seine Medaille blieb jedoch die einzige für Schweden bei diesen Weltmeisterschaften. 

## Teilnehmer an den Weltmeisterschaftswettbewerben
| Athlet                   | Verein            | Wettbewerb            | Rang |
| ------------------------ | ----------------- | --------------------- | ---- |
| Bertil Carlsson          | Djurgårdens IF    | Skispringen           | DNF  |
| Tore Edman               | Arvika IS         | Skispringen           | DNF  |
| Sven Eriksson (Selånger) | Selångers SK      | Nordische Kombination | 15.  |
| Sven Eriksson (Selånger) | Selångers SK      | Skispringen           | DNF  |
| Per-Erik Hedlund         | Särna SK          | Skilanglauf 17 km     | 24.  |
| Per-Erik Hedlund         | Särna SK          | Skilanglauf 50 km     | 11.  |
| Otto Hultberg            | Bodens BK         | Skilanglauf 17 km     | 58.  |
| Otto Hultberg            | Bodens BK         | Nordische Kombination | DNF  |
| Ivar Johansson           |                   | Skilanglauf 17 km     | 53.  |
| Ivar Johansson           | Skilanglauf 50 km | 40.                   |      |
| Lars Theodor Jonsson     | IFK Strömsund     | Skilanglauf 17 km     | 22.  |
| Lars Theodor Jonsson     | IFK Strömsund     | Skilanglauf 50 km     | 19.  |
| John Lindgren            | Lycksele IF       | Skilanglauf 17 km     | 7.   |
| John Lindgren            | Lycksele IF       | Skilanglauf 50 km     | 7.   |
| Axel Östrand             | IF Friska Viljor  | Skispringen           | ?    |
| Axel Östrand             | IF Friska Viljor  | Nordische Kombination | 29.  |
| Johan Abram Persson      | Arjeplogs SK      | Skilanglauf 17 km     | 11.  |
| Johan Abram Persson      | Arjeplogs SK      | Skilanglauf 50 km     | 17.  |
| Thule Persson            |                   | Skilanglauf 50 km     | 37.  |
| Thule Persson            | Skilanglauf 17 km | 34.                   |      |
| Erik Rylander            | Falun IK          | Skispringen           | 5.   |
| Hjert Holger Schön       | Djurgårdens IF    | Skispringen           | 18.  |
| Tord Schröder            |                   | Skispringen           | ?    |
| Sven Utterström          | Bodens BK         | Skilanglauf 17 km     | 9.   |
| Sven Utterström          | Bodens BK         | Skilanglauf 50 km     | 1.   |

## Teilnehmer an den Militärwettläufen
| Athlet                 | Verein            | Wettbewerb                               | Rang |
| ---------------------- | ----------------- | ---------------------------------------- | ---- |
| Berger                 |                   | Militär-Skilanglauf 30 km Altersklasse 1 | 9.   |
| A. Hällström, Löjtnant |                   | Militär-Skilanglauf 30 km Altersklasse 1 | 10.  |
| A. Hällström, Löjtnant | Militärpatrouille | 2.                                       |      |
| Westman                |                   | Militär-Skilanglauf 30 km Altersklasse 1 | 6.   |
| Wickström              |                   | Militär-Skilanglauf 30 km Altersklasse 1 | 14.  |